# Challenger de Wrocław
El Challenger de Wrocław o Wrocław Open es un torneo de tenis profesional  jugado en canchas duras al aire libre. Actualmente forma parte del Challenger Tour de la Asociación de Tenistas Profesionales (ATP). Se celebra anualmente en Breslavia (Polonia) desde 2015.

## Resultados

### Individuales
| Año  | Campeón           | Finalista         | Resultado      |
| ---- | ----------------- | ----------------- | -------------- |
| 2015 | Farrukh Dustov    | Mirza Bašić       | 6–3, 6–4       |
| 2016 | Marco Chiudinelli | Jan Hernych       | 6–3, 7–6(11–9) |
| 2017 | Jürgen Melzer     | Michał Przysiężny | 6–4, 6–3       |

### Dobles
| Año  | Campeones                             | Finalistas                    | Resultado         |
| ---- | ------------------------------------- | ----------------------------- | ----------------- |
| 2015 | Philipp Petzschner Tim Pütz           | Frank Dancevic Andriej Kapaś  | 7–6(7–4), 6–3     |
| 2016 | Pierre-Hugues Herbert Albano Olivetti | Nikola Mektić Antonio Šančić  | 6–3, 7–6(7–4)     |
| 2017 | Adil Shamasdin Andrei Vasilevski      | Mikhail Elgin Denys Molchanov | 6–3, 3–6, [21–19] |